# 藍川千尋
藍川 千尋（あいかわ ちひろ、8月19日 - ）は、日本の女性声優。東京都出身。キャロットハウス所属。
趣味は散歩、音楽。

## 出演
太字はメインキャラクター。

### テレビアニメ
- 薄桜鬼 碧血録（2010年 - 2012年、子ども、井吹の母）
- 緋色の欠片（2012年、言蔵美鶴[1]） - 2シリーズ

### OVA
- 天狗のかくれ里（トモエ）
- がんばれ!メメ子ちゃん（柏葉メメ子）

### ゲーム
2005年
- 新天魔界ジェネレーションオブカオスV（アリス 他）

2006年
- 聖剣伝説4（ドリアード）
- 緋色の欠片（言蔵美鶴）
- ブレイジングソウルズ（アリア、ユーニス）

2007年
- アガレスト戦記（夜宵）
- しゃるうぃ～☆たころん（フェイフェイ）
- タッチ・デ・ウノー! DS（リョウコ）
- 緋色の欠片 〜あの空の下で〜（言蔵美鶴）

2008年
- お掃除戦隊くりーんきーぱー（らぴす）
- 神代學園幻光録 クル・ヌ・ギ・ア（梅子）
- クロスエッジ（イルマ）
- 蒼黒の楔 緋色の欠片3（言蔵美鶴）
- 緋色の欠片 DS（言蔵美鶴）
- 緋色の欠片 ポータブル（言蔵美鶴）

2009年
- お掃除戦隊くりーんきーぱーH（らぴす）
- クロスエッジ ダッシュ（イルマ）
- ハンゲーム NikQ

2010年
- CLOCK ZERO 〜終焉の一秒〜
- 薄桜鬼 黎明録（龍之介の母）
- 原宿探偵学園 スチールウッド

2011年
- 薄桜鬼 黎明録 ポータブル（龍之介の母）
- 華鬼 〜恋い初める刻 永久の印〜（関根ユナ）

2012年
- 蒼黒の楔 緋色の欠片3 明日への扉（言蔵美鶴）
- 薄桜鬼 黎明録 DS（龍之介の母）
- 薄桜鬼 黎明録 名残り草（龍之介の母）
- 華鬼 〜夢のつづき〜（関根ユナ）

2016年
- Collar×Malice（警官、母親）
- Code：Realize 〜祝福の未来〜（レベッカ）
- ゆのはなSpRING!〜Cherishing Time〜（深鈴）

2017年
- 花朧〜戦国伝乱奇〜（浅井長政の母、女中、松寿丸、梵、少年 他）
- 猛獣たちとお姫様 〜in blossom〜（イリア、劇団員）

### ラジオ
- はぁはぁラジオ（パーソナリティ）

### CM
- テレビ神奈川 海老名・ビナウォーク（エビワン）

### ナレーション
- 鳥取大学 紹介ナレーション

### 歌
- タッチ・デ・ウノー!DSの歌（「タッチ・デ・ウノー! オリジナルサウンドトラック」） ※「ウノー!四姉妹」名義